# Рубель (агромістечко)
Рубель — велике село (агромістечко) на території Білорусі, в якому проживає 3937 людина. Стоїть на р. Рубільська, притоці річки Горинь, розташоване в 24 км на південний схід від Століна, в 31 км від залізничної станції Горинь на лінії Лунінець — Сарни (Україна), 269 км від Бреста, автодорогою пов'язаний з Століном.

## Географія
На південно-західній околиці села річка Річиця впадає у Рубільську.

## Об'єкти соціального призначення
Амбулаторія з денним стаціонаром та аптека, відділення зв'язку та ВАТ "АСБ «Беларусбанк», комплексний приймальний пункт комбінату побутового обслуговування, 11 магазинів (сім належать споживкооперації, чотири приватних), середня загальноосвітня школа, музей, присвячений воїнам-афганцям, два садки, Будинок культури, бібліотека, стадіон і спортзал.

## Історична довідка
Село Рубель здавна славиться своїми трудовими традиціями. У повоєнні роки селяни вміло вирощували хороший льон, який приносив їм славу, в колгоспі був свій льонозавод.
За доблесну працю багато селяни були нагороджені орденами Леніна, Жовтневої Революції, Трудового Червоного Прапора і Трудової Слави. Лауреатом Державної премії СРСР став у 1991 році Андрій Олексійович Коляда, доктор фізико-математичних наук. У Рублі народилися і виросли багато вчених, кандидати сільськогосподарських, історичних, технічних, педагогічних, економічних та медичних наук.

## СВК «Рубельский»
Складається з трьох виробничих дільниць, розташованих в Рублі і селі Хотомель. Є три молочнотоварні ферми, на яких міститься 2565 голів великої рогатої худоби, в тому числі 855 корів.
Кооператив має в наявності 27 тракторів, з яких 4 енергонасичених. На полях і фермах працюють 19 вантажних автомобілів, причому більшість техніки придбано в останні роки.
Оскільки немає в агромістечку «Рубельскому» промисловості, а в СВК працює кожен десятий з працездатного населення осіб, то багато хто живе за рахунок особистого підсобного господарства, вирощуючи в теплицях огірки, а на присадибних ділянках та в полі моркву, буряк, капусту і картоплю.

## Торгівля та заняття
У Рублі побудований і діє великий оптово-роздрібний приватний ринок. Частина жителів виїжджає на сезонні заробітки у багато районів Білорусі на сільськогосподарські та будівельні роботи. Багато тримають в особистому підсобному господарстві корів і коней. Тільки в 2009 році у населення було закуплено понад 575 тонн молока та 382 голови великої рогатої худоби. Наявні кошти люди вкладають в будівництво житла, благоустрій свого життя.

## Культурні пам'ятки
В агромістечку розташований пам'ятник архітектури — Михайлівська церква 1796 року побудови, діє церква Нерукотворного Божого образу (1993 р. побудови). Встановлений в центрі села пам'ятник землякам, загиблим у роки Великої Вітчизняної війни, в урочищі Борок — пам'ятний знак євреям, які були розстріляні фашистськими загарбниками. На території є археологічні пам'ятки: два селища і курганний могильник.